# مری گریس
مری گریس (به انگلیسی: Mary Grace) (درگذشته ۱۷۹۹/۱۸۰۰) یک خود آموخته حرفه‌ای نقاشی پرتره اهل بریتانیا در قرن ۱۸ میلادی بود.

## زندگی
در سال ۱۷۴۹ نقاشی او از کشیش توماس بردبری منتشر شد و پس از آن اثرش توسط جان فابر چاپ شد. گالری ملی پرتره، نسخه‌هایی از این اثر را چاپ کرد و پس از مرگ مری گریس نیز دوباره نسخه‌هایی از ان را دوباره چاپ کرد اما این دفعه جاناتان اسپیلسبوری اقدام به چاپ آنها کرد.
در سال ۱۷۸۵ خودنگارهای که از خودش کشیده بود چاپ و منتشر شده‌است.